# Żurowa
Żurowa ist ein Dorf der Gemeinde Szerzyny im Powiat Tarnowski der Woiwodschaft Kleinpolen in Polen.

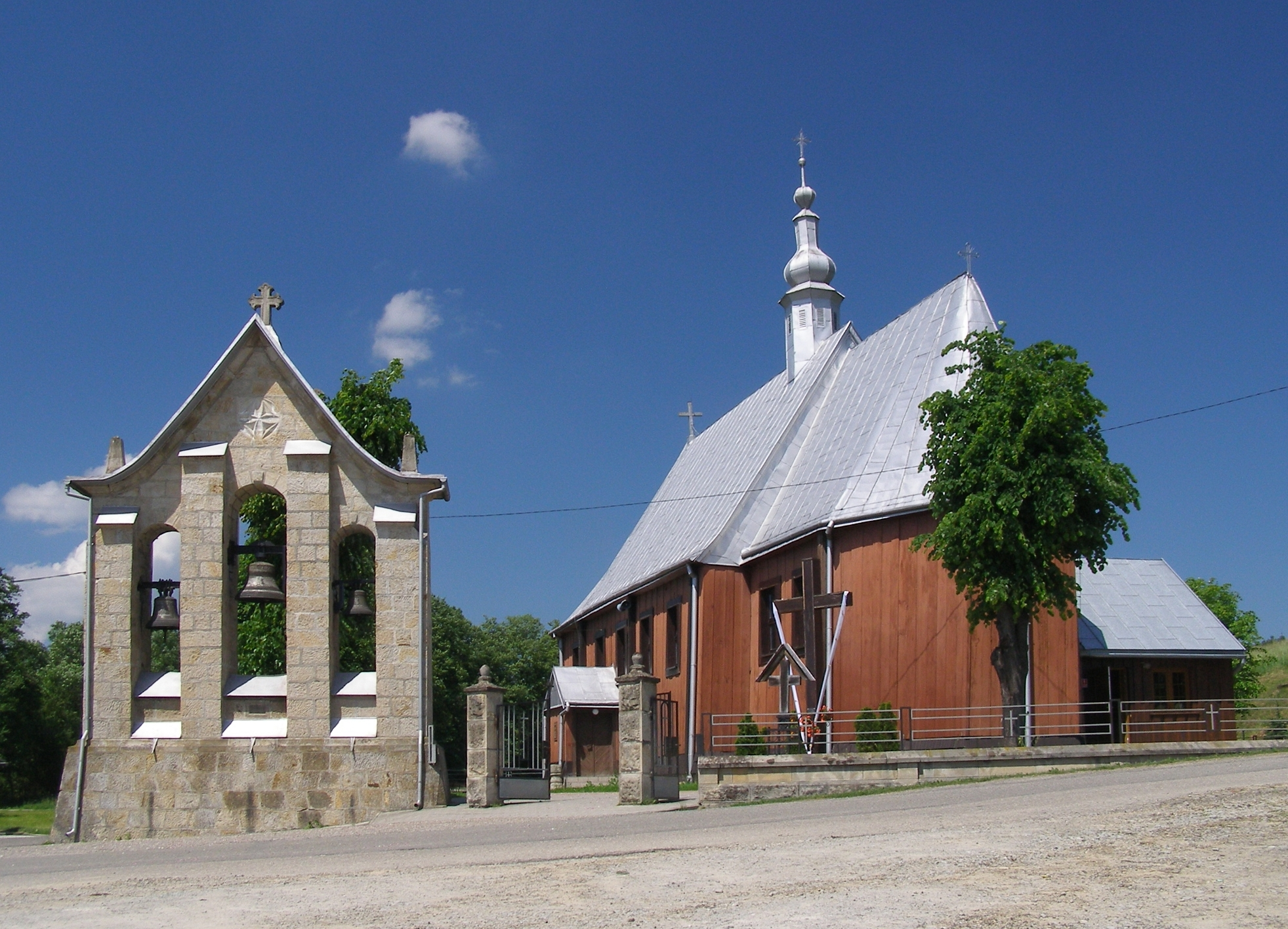
Holzkirche in Żurowa

## Geographie
Der Ort liegt im Pogórze Ciężkowickie, im Landschaftsschutzpark Pasma Brzanki, südlich des Brzanka-Kamms (534 m). Die Nachbarorte sind Ołpiny im Südosten, Olszyny im Südwesten, die Stadt Ryglice und Joniny im Norden, sowie Swoszowa im Osten.

## Geschichte
Der Ort wurde im Jahr 1368 nach dem Magdeburger Recht gegründet, aber wurde erst im Jahr 1397 als Szurowa urkundlich erwähnt. Das Gründungsjahr verrät ein Dokument aus dem Jahr 1421, das auch die vermutlichen Gründer bezeichnet: Stanisław (der viceprocuratoris in Biecz bzw. Sieciechów?), Mikołaj und Niklon (Nikel/Nikiel?) Meisner (Nicolao et Nicloni dicto Maisnar). An der Wende des 15. Jahrhunderts wurde es mit Nebennamen Kwaśna Woda (etwa Saures Waßer) bekannt (Bartholomaei de Zurow alias Quasna Woda [Quasnawoda]). Nach Kazimierz Rymut ist der Name Żurowa besitzanzeigend abgeleitet vom Personennamen Żur, aber Marcin Wojciech Solarz ist mit ihm darüber nicht einig und behauptet, dass die beiden Namen nur scheinbar nicht verwandt sind, und zwar auch der Name Żurowa topographischer Herkunft ist. Er leitet die frühen Erwähnungen Szurowa (1397) und Schurow (1427) vom mittelhochdeutschen sūr ab, das im Polnischen als zur ausgesprochen wurde und sauer, bitter, scharf, grausam bedeutete. Daher im mittelhochdeutschen Kwaśna Woda Sūr waʒʒer wäre und könnte die Basis für die späteren Szurowa, Zurowa, Żurowa sein. Falls diese Theorie richtig ist, wäre das neben den Ortsnamen Ołpiny (auch der Sitz der Pfarrei für Żurowa bis 1807) ein anderes Indiz für die Teilnahme der vermutlich nicht zahlreichen Siedler deutscher Herkunft an der Besiedlung der Olszynka-Tal in der Mitte des 14. Jahrhunderts, was aber noch mehr Forschung für Bestätigung braucht.
Das Dorf gehörte zum Königreich Polen (ab 1569 Adelsrepublik Polen-Litauen), Woiwodschaft Krakau, Kreis Biecz.
Bei der Ersten Teilung Polens kam Żurowa 1772 zum neuen Königreich Galizien und Lodomerien des habsburgischen Kaiserreichs (ab 1804). Ab dem Jahr 1855 gehörte Żurowa zum Bezirk Jasło.
1918, nach dem Ende des Ersten Weltkriegs und dem Zusammenbruch der k.u.k. Monarchie, kam Żurowa zu Polen. Unterbrochen wurde dies nur durch die Besetzung Polens durch die Wehrmacht im Zweiten Weltkrieg.
Von 1975 bis 1998 gehörte Żurowa zur Woiwodschaft Tarnów.

## Sehenswürdigkeiten
- Holzkirche (1595–1602 gebaut, 1749, 1794, 1906, 1956 und 1967 renoviert)